# Galumna basilewskyi
Galumna basilewskyi är en kvalsterart som beskrevs av Balogh 1962. Galumna basilewskyi ingår i släktet Galumna och familjen Galumnidae. Inga underarter finns listade i Catalogue of Life.